# Capela Dourada

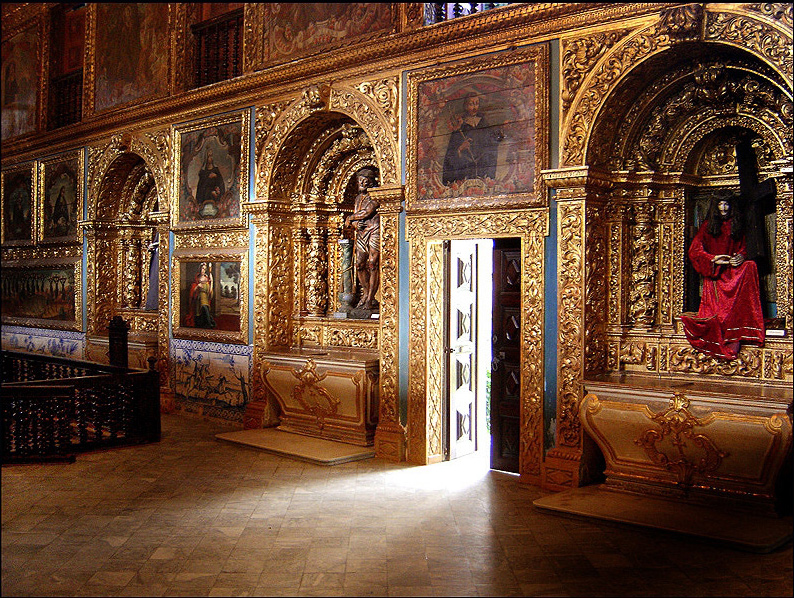
Niches latérales de la Capela Dourada.

La Capela Dourada ou Capela dos Novices da Ordem Terceira de São Francisco de Assis est une chapelle de l'Ordre franciscain située dans la ville de Recife, capitale de l'État de Pernambouc, au Brésil.
Avec une construction commençant à la fin du XVIIe siècle, c'est supposé être le premier lieu du pays à être entièrement recouvert d'une décoration baroque.
Il est situé dans le complexe du couvent et de l'église Santo Antônio (pt).